# 八乃つばさ
八乃 つばさ（はちの つばさ、1996年2月8日 - ）は、日本の元AV女優。オールプロ所属だったが引退直前に退所している。

## 略歴
2017年12月、ムーディーズの専属女優としてAVデビュー。
2018年4月より専属を離れ、企画単体女優となる。
2019年2月、このエロVRがすごい!2018年下半期作品部門にて『KMP VR 2周年記念作品！究極のピースフルオフパコ開催スペシャル！！』が1位を獲得。
2024年4月8日週FANZA動画フロアランキングにて、2023年1月発売の出演作『【福袋】【人気シリーズ厳選！】母の親友 まるごと15タイトル1534分』（VENUS）が急上昇し、2位にランクイン。
2024年8月31日の大阪でのイベント開催をもって引退予定だったが、令和6年台風10号の影響により10月14日に延期になり、同日のイベント開催をもって引退した。

## 人物
生年月日は1995年9月30日、B92(Gカップ)W62H92と公表している項目がある。
趣味はスポーツ
小学生の時に椅子に股間をグリグリ当てると気持ちいいことに気づき、中学生になると結構な頻度でオナニーをしていた。
初体験は高校2年の時で、相手は自分のブログにメッセージを送ってきたことをきっかけに付き合った7歳上の男性。
大学時代に水着コンテストで1位を取った時に人前に出て見られるのが好きなことに気づき、元々AVもそれなりに見ていたことから自分のSEXで男の人を喜ばせたいという思いからAV出演を決心した。
サンケイスポーツの記事では「艶っぽさも淫乱度もマシマシ」と評論されている。

## 映像作品

### アダルトDVD

#### 2010年代
| 発売日   | タイトル | 規格品番   | 規格品番  | メーカー                   | 備考                                                   |
| 発売日   | タイトル | DVD        | BD        | メーカー                   | 備考                                                   |
| 2017年   | 2017年 | 2017年     | 2017年    | 2017年                     | 2017年                                                 |
| -------- | --- | ---------- | --------- | -------------------------- | ------------------------------------------------------ |
| 12月25日 | 新人 現役女子大生 水着コンテスト1位 AVデビュー | MIDE-497   |           | MOODYZ                     |                                                        |
| 2018年   | |            |           |                            |                                                        |
| 2月1日   | 乳首性感スイッチ開発ドキュメント初イキッ!! | MIDE-509   |           | MOODYZ                     |                                                        |
| 3月1日   | 唾液・愛撫・抱擁ゆっくりねっちょり絶頂開発オヤジ性交 | MIDE-518   |           | MOODYZ                     |                                                        |
| 4月1日   | 追撃長時間お掃除! フェラチオ大好きつばさ先生 | MIDE-529   |           | MOODYZ                     |                                                        |
| 4月26日  | 真正中出し解禁 オマ○コに精子入ったまま連ピス連射で連続膣イキッ!! 現役女子大生 水着コンテスト1位 八乃つばさ | SDMU-811   |           | SODクリエイト              |                                                        |
| 6月1日   | 一撃 | DJE-081    |           | ワープエンタテインメント   |                                                        |
| 6月1日   | ハーレム逆3Pソープ たっぷり真性中出しSpecial | MIAE-249   |           | MOODYZ                     |                                                        |
| 6月1日   | 悶絶クンニMANIAX 八乃つばさ | WANZ-756   |           | ワンズファクトリー         |                                                        |
| 6月7日   | 絶頂∞リピート! 追・い・う・ち中出しソープ | PRED-078   |           | PREMIUM                    |                                                        |
| 6月7日   | 完全主観 お義姉さんと筆おろし性活 | BF-544     |           | BeFree                     |                                                        |
| 6月8日   | コスプレキャノンボール コスプレで繋がりコスプレで紡ぐリアルドキュメント RUN.07 | PXH-007    |           | プレステージ               |                                                        |
| 6月13日  | あの手この手であなたを全力励ましメイド | MIAE-254   |           | MOODYZ                     |                                                        |
| 6月13日  | 欲求不満な団地妻と孕ませオヤジの汗だく濃厚中出し不倫 | MEYD-386   |           | 溜池ゴロー                 |                                                        |
| 6月19日  | 資産家オヤジならデキる! テニサーJD大人買い中出し | MVSD-355   |           | エムズビデオグループ       |                                                        |
| 6月25日  | 禁欲女×絶倫男 ナマで覚醒! 本能剥き出し真正中出し性交!! | HND-530    |           | 本中                       |                                                        |
| 7月1日   | 一年分の快感を五分で味わう兄の嫁の人生を変えた深イイ絶頂セックス | VENU-791   |           | VENUS                      |                                                        |
| 7月6日   | 悩殺ランジェリーナ 八乃つばさ | HODV-21307 |           | h.m.p                      |                                                        |
| 7月7日   | 妻が他人に抱かれてる…。 〜ねとりネトラレ寝取らせて〜 | JUY-542    |           | マドンナ                   |                                                        |
| 7月13日  | 種付け代行をこっそりと旦那の弟に頼む 孕みたがり中出し欲求妻の不貞 | MEYD-396   |           | 溜池ゴロー                 |                                                        |
| 7月13日  | 「私も子供が欲しい!」 保育園で働くデカ乳保母さんが同僚の男に悩みを相談! 妊娠願望強すぎて母性溢れるオッパイでまさかの授乳手コキ! 萎え知らずの若いチ●ポを自ら挿入しデカ乳激揺れさせながら何度も中出し懇願! 2 | VRTM-364   |           | V&R PRODUCE                | オムニバス作品                                         |
| 7月19日  | スペンス乳腺開発クリニック 八乃つばさ | PPPD-683   |           | OPPAI                      |                                                        |
| 8月1日   | 密着して舐め尽くす むしゃぶり唾液痴女 八乃つばさ |            | JUFD-939  | Fitch                      |                                                        |
| 8月1日   | ウチの嫁さんのノースリーブ・ハミ乳に興奮した近所の坊ちゃん達に寝取られ | HBAD-434   |           | ヒビノ                     |                                                        |
| 8月1日   | 母の親友 八乃つばさ | VEC-321    |           | VENUS                      |                                                        |
| 8月3日   | パリピ気取りでビキニ姿の浮かれた女を覗いていたら無性に我慢できなくなりそのまま襲って犯しまくると拒みながらも感じ出し何度もマジイキ絶頂SEX! | DOCP-072   |           | DOC                        | オムニバス作品                                         |
| 8月7日   | 暴風雨 妻の妹と二人だけの夜 | JUY-573    |           | マドンナ                   |                                                        |
| 8月7日   | 八乃つばさのスケスケコスでおしゃぶり授業 | BF-550     |           | BeFree                     |                                                        |
| 8月10日  | ボクだけのご奉仕メイド | EKDV-541   |           | e-kiss                     |                                                        |
| 8月13日  | 神スタイルのW女教師に痴女られ続けたボク… | MIAE-293   |           | MOODYZ                     |                                                        |
| 8月19日  | 彼女のお姉さんは巨乳と中出しOKで僕を誘惑 | PPPD-689   |           | OPPAI                      |                                                        |
| 8月19日  | イっても終わらない ビンカンな陥没乳首をビンビンに勃起させる人妻絶頂レズ 八乃つばさレズ解禁作品 | LZPL-032   |           | レズれ!                    |                                                        |
| 8月25日  | 時間無制限!発射無制限!M男専用 超高級中出し淫語ソープ | CJOD-153   |           | 痴女ヘブン                 |                                                        |
| 8月25日  | 唾液を絡ませ自ら腰を振る。 素顔丸出し一泊旅行。 《気が付くと自分から舌を出していました編》 | DASD-449   |           | ダスッ!                    |                                                        |
| 8月25日  | あの日、サークルの夏合宿が中出し輪姦イベントに変わった。 | HND-561    |           | 本中                       |                                                        |
| 8月25日  | 見せつけ、クネる、悶える、欲しがる、美脚オナニスト 4 | TSH-010    |           | AVS Collector's            | オムニバス作品                                         |
| 9月1日   | SEXの温度 美乳な美少女のぬくもりを感じるエッチ | SQTE-222   |           | S-Cute                     | オムニバス作品                                         |
| 9月6日   | 美乳新任女教師・男ばかりの定時制工業校に赴任、ゲスな生徒の校内痴漢対応を教えてやると主任教師が犯し露出強要、犯されたのに良い声出して感じてやがる | HBAD-439   |           | ヒビノ                     |                                                        |
| 9月7日   | 声我慢 人妻社長秘書 社長宅で催された創立20周年記念パーティーでの出来事。 | JUY-605    |           | マドンナ                   |                                                        |
| 9月7日   | 誘惑♡アパレルショップ 八乃つばさ | CMD-019    |           | ドリームチケット           |                                                        |
| 9月13日  | スタジオ撮影でマイクロビキニのつばさちゃんは、セクハラされまくりの水着モデル | TAAK--025  |           | AVS Collector's            |                                                        |
| 9月25日  | 海の家ナンパNTR 婚約前の独身卒業旅行でチャラ男にマッサージで寝取られ中出しされた最愛の巨乳彼女 | NTRK-001   |           | kawaii*                    |                                                        |
| 9月25日  | スタイル抜群美巨乳ショートヘアの新妻が俺の兄貴に寝取られ種付けプレスされていた。 | DASD-459   |           | ダスッ!                    |                                                        |
| 10月4日  | 禁断介護 八乃つばさ | GVG-751    |           | グローリークエスト         |                                                        |
| 10月5日  | 絶対領域チアガール 八乃つばさ | EKDV-549   |           | e-kiss                     |                                                        |
| 10月7日  | 抱かれたくない男に死にたくなるほどイカされて… | JUY-640    |           | マドンナ                   |                                                        |
| 10月7日  | 狙われた新任女教師 八乃つばさ | ATID-320   |           | アタッカーズ               |                                                        |
| 10月7日  | 巨乳美姉妹ハーレム中出し同棲性活 水野朝陽 八乃つばさ | BF-554     |           | BeFree                     |                                                        |
| 10月11日 | 麻薬捜査官 媚薬漬け膣痙攣 八乃つばさ | IESP-644   |           | アイエナジー               |                                                        |
| 10月12日 | 学校で美人教師&女子校生から命令されて常に上から目線でオナニー指示を受ける快感 JOI淫語痴女学園女子高等部 淫語囁き・焦らし・寸止め 完全主観あなただけを見つめて語りかける極上オナニーサポート | MDB-942    |           | BAZOOKA                    | オムニバス作品                                         |
| 10月12日 | ママさんバレー帰りの義母の発汗したハイレグブルマ尻! 勃起した息子のチ○ポを見て火照りだしたカラダは理性保てず馬乗り生挿入! 飛沫を上げながら激しい腰振りで何度も中出し! 4 | VRTM-386   |           | V&R PRODUCE                | オムニバス作品                                         |
| 10月13日 | 人妻は2度犯される 八乃つばさ | MIMK-060   |           | MOODYZ                     |                                                        |
| 10月13日 | 友人の母親 八乃つばさ | VEC-329    |           | VENUS                      |                                                        |
| 10月19日 | 唾液と舌でカラダを溶かし這いまわる! ナメクジ淫乱女 | DDK-181    |           | ドグマ                     |                                                        |
| 10月19日 | 密着しながら淫語で誘惑してくる美少女たち | DIC-021    |           | OFFICE K’S                 | オムニバス作品                                         |
| 10月25日 | 隣人に俺の彼女が寝取られて。「仲良しだった隣人の豹変」 | DASD-473   |           | ダスッ!                    |                                                        |
| 10月26日 | バレたらヤバイ!! 密着誘惑SEX 八乃つばさ | XRW-581    |           | REAL                       |                                                        |
| 11月1日  | オヤジのハメ撮りドキュメント ねっとり濃厚に貪り尽くす体液ドロドロ汗だく性交 | FINH-070   |           | Fitch                      |                                                        |
| 11月1日  | 美大生のプリケツ娘 お兄ちゃんにヌードモデルをお願いしたら興奮して中出しされました。 | NACR-188   |           | プラネットプラス/ 七狗留   |                                                        |
| 11月8日  | 息子の嫁と義父 八乃つばさ | SPRD-1080  |           | タカラ映像                 |                                                        |
| 11月9日  | 居候のボクとドスケベ兄嫁の卑猥な日常 八乃つばさ | XRW-590    |           | REAL                       |                                                        |
| 11月9日  | 全裸OLハーレムスペシャル 宮崎あや 八乃つばさ 永井みひな 美泉咲 | MDB-955    |           | BAZOOKA                    |                                                        |
| 11月13日 | 定年退職してヒマになったドスケベ義父の嫁いぢり 八乃つばさ | VENU-827   |           | VENUS                      |                                                        |
| 11月13日 | 極上射精ができるアナル舐め高級性感エステ 6 | CEAD-261   |           | セレブの友                 |                                                        |
| 11月13日 | 八乃つばさ 15本番8時間BEST | MIZD-113   |           | MOODYZ                     | 単体ベスト                                             |
| 11月19日 | M女がこぞって押しかける ベロキスクンニレズエステサロン 中谷玲奈 八乃つばさ | LZPL-034   |           | レズれ!                    |                                                        |
| 11月25日 | セクシーコスチューム濡れ透けコレクション III | SVS-061    |           | AVS collector’s            | オムニバス作品                                         |
| 11月26日 | 隣の地味な女子大生は隠れ爆乳の眼鏡腐女子 | HOMA-051   |           | h.m.p DORAMA               |                                                        |
| 12月1日  | M男の間で話題沸騰!? さんざん勃起させて発射を焦らす金玉充電パブ | JUFD-990   |           | Fitch                      |                                                        |
| 12月1日  | 小悪魔挑発美少女 八乃つばさ | MMUS-028   |           | MARRION                    |                                                        |
| 12月1日  | やさしく触れてくれますか? ほがらか美少女のエロスがむき出しになるSEX | SQTE-234   |           | S-Cute                     | オムニバス作品                                         |
| 12月7日  | 背徳の人妻 こんなの私じゃない 八乃つばさ | ATID-328   |           | アタッカーズ               |                                                        |
| 12月7日  | 女性ホルモン強制分泌 追いうちトランス触発マッサージ 八乃つばさ | PRED-123   |           | PREMIUM                    |                                                        |
| 12月7日  | 僕のねとられ話しを聞いてほしい 団塊ジュニアのド助平上司に夫の昇進をチラつかされて寝盗られたゆとり世代の貞淑妻 | NGOD-088   |           | JET映像                    |                                                        |
| 12月7日  | ラッキーなパンチラを発見し、気づかれないように見てたけど、やっぱりバレてた?! | UMD-664    |           | LEO                        | オムニバス作品 ※レンタル版は、11月30日リリース。       |
| 12月13日 | 感じすぎていっぱいおもらしごめんなさい… 17 | CESD-680   |           | セレブの友                 |                                                        |
| 12月27日 | 社長夫人の秘密 誰にも言えない女房の過去 |            | SPRD-1091 | タカラ映像                 |                                                        |
| 12月28日 | 美人若妻被虐の中出し姦〜 義理の息子と再婚相手2本の他人棒で乱れるM妻 つばさ | XRW-620    |           | REAL                       |                                                        |
| 2019年   | |            |           |                            |                                                        |
| 1月1日   | 超高級中出し専門ソープ 八乃つばさ | MIAE-355   |           | MOODYZ                     |                                                        |
| 1月1日   | はだかの家政婦 全裸家政婦紹介所 八乃つばさ | HDKA-158   |           | プラネットプラス/ 裸婦趣向 |                                                        |
| 1月1日   | 最新不感症治療 「膣フィラー」 女としての悦びを取り戻すため意を決して体験する膣のゆるみ改善施術!! その副作用で膣内の感度が急上昇!! どんどんスケベ化する清楚系むっつり女子 | UMD-668    |           | LEO                        | オムニバス作品 ※レンタル版は、2018年12月27日リリース。 |
| 1月3日   | 露出・輪姦・ぶっかけ願望に憑りつかれた女 八乃つばさ | GVG-800    |           | グローリークエスト         |                                                        |
| 1月4日   | 密着大好きお姉さんが耳元で淫語を囁きながらず～っと乳首を責めてきます…。 | DFDM-009   |           | ワープエンタテインメント   |                                                        |
| 1月10日  | ナチュラルハイ新春特別作品 ホテル痴漢6 中出しSP 総勢20人総集編付き 豪華版 | NHDTB-218  |           | ナチュラルハイ             | オムニバス作品                                         |
| 1月11日  | 僕だけにしか聞こえないささやき声で密着誘惑されて中出し童貞卒業 | HODV-21346 |           | h.m.p                      |                                                        |
| 1月11日  | 私が不倫に堕ちた理由 〜理性が崩れる淫らな欲望〜 | ANGR-001   |           | NAGIRA                     |                                                        |
| 1月11日  | 「お願いだから1回だけ…」 高齢なのに旦那よりバキバキに反り返る勃起チ●ポの義父を見て子宮が疼くセックスレス妻! 5 | VRTM-402   |           | V&R PRODUCE                | オムニバス作品                                         |
| 1月13日  | アナル丸見え美巨尻SEX 3 | CESD-699   |           | セレブの友                 |                                                        |
| 1月13日  | ドスケベ母を満足させるイッた直後の敏感オマ○コを再び激突き!速攻!追い討ちピストンSEX | VENU-841   |           | VENUS                      |                                                        |
| 1月13日  | 噂の本番できちゃうおっパブ店でからかわれた童貞客がイッているのも知らずに暴走ピストン | IPX-260    |           | アイデアポケット           |                                                        |
| 1月25日  | 夫が出張に出たその日から豹変した義息子…強制中出し近親相姦×性欲処理のセックス調教された義母… 2 | CESD-706   |           | セレブの友                 |                                                        |
| 1月25日  | 中に出してと優しく迫り、スケベな淫語で淫らにサービス 小柄でも程よくムチムチ 淫語中出しソープ嬢 つばさ | AWTN-003   |           | AVS Collector's            |                                                        |
| 1月25日  | 私だけのレズビアンペット －2泊3日の温泉旅行で、つばささんを私だけのモノにします。－ | JUY-733    |           | マドンナ                   |                                                        |
| 2月1日   | 八乃つばさの凄テクを我慢できれば生★中出しSEX! | WANZ-825   |           | ワンズファクトリー         |                                                        |
| 2月1日   | 世界で一番エロく見える八乃つばさの生々しいフェラチオと気持ち良すぎるSEX | AVOP-412   |           | ROOKIE                     | AV OPEN 2018 企画部門エントリー作品                    |
| 2月1日   | M男クンのアパートの鍵、貸します。W 応募者には内緒でこっそり2人に貸しときました。 | AVOP-433   |           | ワープエンタテインメント   | AV OPEN 2018 マニア・フェチ部門2位                     |
| 2月7日   | 淫魔捜査官 八乃つばさ | ATID-337   |           | アタッカーズ               |                                                        |
| 2月8日   | ピタパン尻から浮き出るくっきり透けパンティを見せられたら我慢出来るワケがないっ!! プリプリむっちり尻をじっくり視姦!!バックで即ハメ大量スペルマエロ尻汚し!! | UMD-673    |           | LEO                        | オムニバス作品 レンタル版は、1月31日リリース。         |
| 2月13日  | 愛する夫の目の前で孕ませ追撃ピストンに子宮堕ちした巨乳妻 八乃つばさ | MEYD-473   |           | 溜池ゴロー                 |                                                        |
| 2月13日  | 八乃つばさが憧れの先輩・波多野結衣とガチレズSEX! 相性抜群の2人が絡み合ったら… 乳首もクリ○リスもビンビンになるまで舐め合い気持ち良すぎてオマ○コが濡れっぱなしでお互い幸せ絶頂 | CESD-714   |           | セレブの友                 |                                                        |
| 2月22日  | 人間牧場 2 | 27ID-009   |           | TMA                        |                                                        |
| 2月25日  | 八乃つばさがごめんなさいと言うまでイカせ続けた件 | CESD-721   |           | セレブの友                 |                                                        |
| 3月1日   | 身動き出来ない美女を徹底輪姦 ギロチン中出し肉便器 | MIAA-020   |           | MOODYZ                     |                                                        |
| 3月1日   | べっとり愛液と唾液まみれの生チ○ポが繰り返し喉と膣奥に突き刺さるピストン追撃PTMファック | JUFE-024   |           | Fitch                      |                                                        |
| 3月1日   | 涎ダッラダラ喉奥クチ便器 | WFR-004    |           | ワープエンタテインメント   |                                                        |
| 3月7日   | 妻と子作りの為に一ヶ月禁欲して溜め込んだ僕の精子をいつも横取りする義姉 | JUY-787    |           | マドンナ                   |                                                        |
| 3月7日   | 先輩の自慢の色白デカ尻彼女に3日間ずっと生ハメしまくって何度も中出しした (実話) Rec-2 | DVDMS-372  |           | DEEP'S                     |                                                        |
| 3月7日   | 八乃つばさ SUPERBEST 4時間 | BF-568     |           | Befree                     | 単体ベスト                                             |
| 3月8日   | 絶対に声を出してはいけない状況なのに、カチコチにおっ起ったチ●ポを見せつけられ羞恥心を煽られるが、逆に今までにない性癖が覚醒し、声を殺してイキ狂うドエロ妻っ!! 6 | UMD-677    |           | LEO                        | オムニバス作品 レンタル版は、2月28日リリース。         |
| 3月8日   | フェロモン姉さんのねっちょりチ○ポ狩り | XRW-650    |           | REAL                       | オムニバス作品                                         |
| 3月13日  | キモい官能小説家にペット志願する乳首のキレイな女編集者 3 | CESD-726   |           | セレブの友                 |                                                        |
| 3月22日  | AV女優 裸コレクション 第九弾 | VRTM-419   |           | V&R PRODUCE                | オムニバス作品                                         |
| 3月25日  | 嫁のお義姉さんが僕を大胆に誘惑寝取り | HOMA-059   |           | h.m.p DORAMA               |                                                        |
| 3月25日  | ビクンビクンとエビ反り痙攣するオイルまみれのケモノのようなSEX | CESD-741   |           | セレブの友                 |                                                        |
| 3月25日  | ドリシャッ!! 八乃つばさ | WDI-075    |           | ワープエンタテインメント   |                                                        |
| 4月1日   | オフィス2人っきり 社員旅行の留守を任された中年社員と新卒OLの3日間 八乃つばさ | MIAA-043   |           | MOODYZ                     |                                                        |
| 4月1日   | 射精直後の敏感チ○ポを追撃シェイク! 手コキ痴女の強制スプラッシュ 〜憧れのお嬢様はド淫乱痴女〜 | JUFE-035   |           | Fitch                      |                                                        |
| 4月5日   | 近所の団地妻に勃起薬を飲まされて、いきなりしゃぶられて発射させられて、中出しで筆おろしまでされてしまった僕。 8 | UMD-679    |           | LEO                        | レンタル版は3月29日リリース。                          |
| 4月13日  | お正月で年に一回会うだけの遠い親戚で憧れだった年上のお姉さん。 | MIAA-055   |           | MOODYZ                     |                                                        |
| 4月13日  | 義姉の家庭内売春SEX 2 | CESD-742   |           | セレブの友                 |                                                        |
| 4月13日  | 女×男×女のハーレム密着 本気モードSEX | CEAD-267   |           | セレブの友                 | オムニバス作品                                         |
| 4月25日  | すんごい乳首責めで中出しを誘う連続膣搾り痴女お姉さん | HND-657    |           | 本中                       |                                                        |
| 4月25日  | K.O.G（拘束・オイル・激イカせ）セックス | CESD-748   |           | セレブの友                 |                                                        |
| 4月25日  | ナンパJAPAN検証企画! 「混浴すると絆が深まるって知ってましたか?」 オフィス街で見かけた男上司と女部下が二人きりで初めての混浴体験! 巨乳編! ポロリ連発するマイクロビキニ姿の部下と勃起した上司がラブホのジャグジーに入ったらどうなっちゃうの?? | NNPJ-338   |           | ナンパJAPAN                | オムニバス作品                                         |
| 5月7日   | ママ活に目覚めた肉食セレブ妻 | JMD-138    |           | 桃太郎映像出版             |                                                        |
| 5月7日   | オフィスレディの湿ったパンスト 八乃つばさ | ATID-347   |           | アタッカーズ               |                                                        |
| 5月7日   | カモられオヤジ集団 巨乳女子大生レ×プ制裁 | PRED-151   |           | PREMIUM                    |                                                        |
| 5月7日   | S級熟女コンプリートファイル 八乃つばさ 6時間 | VEQ-155    |           | VENUS                      | 単体ベスト                                             |
| 5月13日  | 女教師NTR 学年主任の妻が教頭先生と修学旅行の下見へ行ったきり… | MEYD-497   |           | 溜池ゴロー                 |                                                        |
| 5月13日  | 若くてむっちりした義母が僕のチ○ポを笑顔で弄ぶフェロモンだだ漏れ!桃尻誘惑 | JUFE-052   |           | Fitch                      |                                                        |
| 5月13日  | 僕が愛したリアルダッチドール 12 | CESD-758   |           | セレブの友                 |                                                        |
| 5月17日  | 「私、やっぱりお義父さんのことが好き…」 ご無沙汰デカ乳妻が旦那に隠れて義父と濃厚ベロキスしながら密着中出しSEX! 2 | VRTM-428   |           | V&R PRODUCE                | オムニバス作品                                         |
| 5月19日  | ROOKIE×Madonna 熟れコミレーベル 原作実写化コラボ!! 中華なると原作 優等生美波 〜女教師礼子2〜 好色エロ校長が聡明な美少女を淫乱娼婦へと性感開発!! | RKI-491    |           | ROOKIE                     |                                                        |
| 5月23日  | 淫語捜査官 八乃つばさ | RCTD-229   |           | ROCKET                     |                                                        |
| 5月24日  | 憧れのカノジョ 八乃つばさ | CADV-716   |           | CRYSTAL EX                 | 単体ベスト                                             |
| 5月25日  | 不倫中で嫌がる妻にねっちょりバック中出し | HND-668    |           | 本中                       |                                                        |
| 5月25日  | おもらし大好きです。ず〜っとアナタを見つめながら淫語×中出し×快楽失禁SEX 何度イッても何度おもらししてもずっとずっとカメラ目線でイキまくります。 | CESD-766   |           | セレブの友                 |                                                        |
| 5月31日  | 接吻コントロール 八乃つばさ | EKW-048    |           | ワープエンタテインメント   |                                                        |
| 5月31日  | 某有名動画配信ユニットが撮った映像がエロ過ぎちゃってAVメーカーから緊急発売第二弾! 『HAPPY HELLOWEEN!! 仮装したパリピの大群が渋谷に集結!! 一年で最もヤレる日って本当!? 絶対巨乳ちゃん狙いナンパ連れ込みSEX検証企画!!!!!』 | SCPX-358   |           | SCOOP                      | オムニバス作品                                         |
| 6月1日   | 人妻温泉NTR社員旅行 社員全員と同じ会社で働く妻が中出し乱交 | WANZ-865   |           | ワンズファクトリー         |                                                        |
| 6月7日   | M男を責め立てる淫語七変化 | DNJR-004   |           | 犬                         |                                                        |
| 6月13日  | 催眠淫語カウンセラー 絶対拘束で自由を奪われ無理やり強制射精 | JUFE-066   |           | Fitch                      |                                                        |
| 6月13日  | セックス専用 八乃つばさ | BAEM-001   |           | バルタン                   |                                                        |
| 6月14日  | 出張先の手違いで巨乳の同僚とまさかの相部屋になってしまった僕。無防備すぎる状況に興奮が抑えられずにそのまま… 夜這い! | SCPX-361   |           | SCOOP                      | オムニバス作品 「めぐみ」名義                          |
| 6月19日  | 有坂深雪が八乃つばさに拘束されて103回絶頂させられる潮吹きまくりレズ | LZPL-038   |           | レズれ!                    |                                                        |
| 6月25日  | 僕が隣の痴女奥さんに様々な方法で射精管理され続けた一週間 | JUY-889    |           | マドンナ                   |                                                        |
| 6月25日  | 召喚した絶世の巨乳美女の淫魔に精子が空になるまで毎晩吸いつくされる | HOMA-064   |           | h.m.p DORAMA               |                                                        |
| 6月25日  | 強制的じゃないセルフイラマチオ 08 ～嗚咽が奏でる亀頭と咽頭のウェディングパーティー～ | AGMX-012   |           | SEX Agent                  | オムニバス作品                                         |
| 7月7日   | レズビアンに染められた新入社員 美甘りか 八乃つばさ | BBAN-239   |           | ビビアン                   |                                                        |
| 7月11日  | 優しすぎる素人奥さんが笑顔で童貞筆おろしを生中出しでしてくれる 愛嬌のある専業主婦 つかささん (28歳) | HAWA-181   |           | コスモス映像               | 「つかさ」名義                                         |
| 7月12日  | バイト終わりの金曜23時。帰り支度中にバイト先のかわいい先輩女子に誘われた。 連れて来られたのは両親不在の彼女の自宅 | HGOT-001   |           | ヒメゴト                   | オムニバス作品                                         |
| 7月12日  | 【スポーツナンパ】 Vol.3 | KFNE-018   |           | YOSUGA/黒船                | オムニバス作品                                         |
| 7月13日  | 全裸NTR授業 DQNな生徒に弱みを握られ羞恥という名の快楽を肉体に教えこまれた女教師 | JUFE-077   |           | Fitch                      |                                                        |
| 7月13日  | 八乃つばさ まるごと完全収録 1179分BEST | CESD-787   |           | セレブの友                 | 単体ベスト                                             |
| 7月14日  | ハイレグファンタジー 八乃つばさ | DPMI-040   |           | ミル                       |                                                        |
| 7月18日  | 夜這い 真夜中に寝ている夫の隣で中出しされる人妻 7 | OVG-107    |           | グローリークエスト         | オムニバス作品                                         |
| 7月19日  | 潔癖症だった妻が汗まみれの肉体労働者たちに寝取られて中出し汚便器にされました | MRSS-071   |           | ミセスの素顔               |                                                        |
| 7月19日  | 勉強仕事に疲れてウトウトしているととっても身近で信頼していたアノ女(ひと)が突然Hな悪戯! 嫌がるどころかストップされたくないほど気持ち良くなったワタシはそのまま寝たフリ我慢していると笑顔の真性レズは股間にまで手を突っ込んでくるんです… 声が出ちゃいそうになっているのを知ってか知らずかいっぱい濡れちゃったワタシの大事なアソコの中に鼻息荒くしながら激しく指入れ!! 男の人より断然気持ちいい手マンに犯されたワタシは痙攣するまでイッちゃいました…。 | LZWM-028   |           | レズれ!                    | オムニバス作品                                         |
| 7月25日  | 夏編! 逆転マジックミラー号 パート3 「素人娘たちの大胆SEXを生で見たくないですか?」 大人数に見られているとは知らずに激イキ姿を大胆に披露! | SDMM-026   |           | SODクリエイト              | オムニバス作品                                         |
| 7月25日  | カメラ目線であなたにオナニーのやり方、指示します。 | AGMX-016   |           | SEX Agent                  | オムニバス作品                                         |
| 7月25日  | 口型オナホとのWフェラは気持ち良すぎて2連射余裕 | AGMX-019   |           | SEX Agent                  | オムニバス作品                                         |
| 7月25日  | ローションまみれのノーブラ乳首いじり | AGMX-020   |           | SEX Agent                  | オムニバス作品                                         |
| 8月1日   | この問題出来なかったらチンチン見せて ヤリたがり家庭教師の絶対中出し方程式! | MIAA-125   |           | MOODYZ                     |                                                        |
| 8月2日   | 8枚の翼で果てしなく絶頂に舞い上がるフライングヴィーナス | HODV-21404 |           | h.m.p                      | 単体ベスト                                             |
| 8月7日   | NTRパラドックス 繰り返される絶望と快感のかくれんぼ!! | JMD-140    |           | 桃太郎映像出版             |                                                        |
| 8月15日  | 義父と嫁、密着中出し交尾 八乃つばさ | GVG-919    |           | グローリークエスト         |                                                        |
| 8月19日  | アナタの前でレズらせて!キスする瞬間 3秒前 八乃つばさ 並木塔子 | LZPL-041   |           | レズれ!                    |                                                        |
| 8月25日  | 向かい部屋の人妻 八乃つばさ | JUY-955    |           | マドンナ                   |                                                        |
| 9月1日   | アナル舐め中毒ド変態痴女 | DOKS-493   |           | OFFICE K'S                 |                                                        |
| 9月6日   | 射精しても射精しても終わらない隣のお姉さんの即ハメ騎乗位 | EKDV-594   |           | e-kiss                     |                                                        |
| 9月7日   | 犯されたプライド 憎く愛しき胎動 | SHKD-872   |           | アタッカーズ               |                                                        |
| 9月7日   | 迫りくる我が家のデカ尻顔騎妻 八乃つばさ | JMD-141    |           | 桃太郎映像出版             |                                                        |
| 9月7日   | 小便ガールズバー | DNJR-012   | 犬        |                            |                                                        |
| 9月25日  | 夫は知らない 〜私の淫らな欲望と秘密〜 | JUY-989    |           | マドンナ                   |                                                        |
| 9月25日  | 夫の転勤で8年ぶりに地元に帰ってきた初恋の幼なじみと再会、ダメとはわかりつつイチャラブSEXしまくった | HOMA-071   |           | h.m.p DORAMA               |                                                        |
| 9月26日  | 兄嫁の性癖 八乃つばさ | SPRD-1193  |           | タカラ映像                 |                                                        |
| 10月3日  | イキたくてもイカセない! 何度も寸止めされる射精管理フェラチオ!! | OVG-112    |           | グローリークエスト         |                                                        |
| 10月4日  | オ・ン・ナ♀ざかり 八乃つばさ | WKD-021    |           | ワープエンタテインメント   |                                                        |
| 10月7日  | レズビアンに囚われた女潜入捜査官 深田えいみ八乃つばさ波多野結衣 | BBAN-248   |           | ビビアン                   |                                                        |
| 10月11日 | 密室空間でビンカン乳首を弄ぶ 我慢できないしつこい男責め 八乃つばさ | MKMP-300   |           | million                    |                                                        |
| 10月13日 | 八乃つばさ10本番8時間BEST | MBYD-297   |           | 溜池ゴロー                 | 単体ベスト                                             |
| 11月1日  | 今さら言えない私の秘密 八乃つばさ | HODV-21424 |           | h.m.p                      |                                                        |
| 11月7日  | 危険日直撃!!子作りできるソープランド 18 八乃つばさ | MIST-281   |           | Mr.michiru                 |                                                        |
| 11月8日  | 昼下がりの団地妻たちは、敷地内ではブラを着けないから乳首スケスケ!! なるべく気にしないように目をそらしていたが、一度見てしまうと二度見するほど、まだ若くて綺麗なとなりの奥さんたちのノーブラスケスケ乳首はエロすぎる!! 6 | UMD-707    |           | LEO                        | オムニバス作品                                         |
| 11月13日 | 男子は僕一人だけ! 水泳部の合宿で巨乳の先生と先輩達にたっぷりシゴかれ初体験がドリーム大乱交 | JUFE-114   | 9JUFE-114 | Fitch                      |                                                        |
| 11月13日 | 匂い立つ兄嫁 年の離れた夫とご無沙汰のあまりに義弟とザーメン漬け交尾 | AQSH-047   |           | アクアモール/エマニエル    |                                                        |
| 11月19日 | 彼女が3日間帰省で家を空けるというので、元カノと3日間ヤリまくったレズビアン記録 八乃つばさ 黒崎みか | LZDM-029   |           | レズれ!                    |                                                        |
| 11月21日 | お尻大好きしょう太くんのHなイタズラ 八乃つばさ | GVG-967    |           | グローリークエスト         |                                                        |
| 11月25日 | 強制射精で男を骨抜きにするガニ股痴女の騎乗位6SEX | CEAD-277   |           | セレブの友                 | オムニバス作品                                         |
| 12月7日  | クーデター失敗 人生の大逆転を目論んだ女が罠にはまってさらに堕ちていく… 八乃つばさ あおいれな 蓮実クレア | BBAN-258   |           | ビビアン                   |                                                        |
| 12月12日 | 性交クリニックファン感謝祭 2019 7性交×ノースキン中出し性交処置×235分SP!! | SDDE-604   |           | SODクリエイト              |                                                        |
| 12月13日 | 巨乳痴女医に犯される逆セクハラ健康診断 2 | MDBK-072   |           | BAZOOKA                    | オムニバス作品                                         |
| 12月26日 | えっちな女子校生の淫語かたりかけぐちゅぐちゅ連続絶頂ブルマオナニー 3 | IENF-050   |           | アイエナジー               | オムニバス作品                                         |

#### 2020年代
| 発売日   | タイトル | 規格       | 品番      | メーカー                | 備考                                           |
| 2020年   | 2020年 | 2020年     | 2020年    | 2020年                  | 2020年                                         |
| -------- | --- | ---------- | --------- | ----------------------- | ---------------------------------------------- |
| 1月9日   | 乳首責め専門デリヘル嬢に騎乗位で生中出し 5 | MIST-289   |           | Mr.michiru              | オムニバス作品                                 |
| 1月13日  | もし内緒でHしようと誘われたら | SQTE-281   |           | S-Cute                  | オムニバス作品                                 |
| 1月17日  | ニットの上から分かるほど浮き出た乳首 いじられて感じてしまう地味彼女 | HGOT-025   |           | ヒメゴト                | オムニバス作品                                 |
| 1月19日  | 某巨大配信サイト10作連続ランキングNo1 Gcup20才 レズdebut 春風ひかる 八乃つばさ | LZDQ-016   |           | レズれ!                 |                                                |
| 2月1日   | 抱きたくなるカラダ 八乃つばさ8時間BEST | JFB-200    |           | Fitch                   | 単体ベスト                                     |
| 2月6日   | 「『私の胸で勃起してくれるかな?』 勇気を出して隠してきた巨乳を見せつけて好きな患者を誘惑する内気ナース」 VOL.1 | DANDY-700  |           | DANDY                   | オムニバス作品                                 |
| 2月7日   | ラッキーな胸チラを発見し、気づかれないように見てたけど、やっぱりバレてた?! 13 〜ヨガインストラクター編〜 | UMD-721    |           | LEO                     | オムニバス作品 レンタル版は、1月31日リリース。 |
| 2月13日  | 第8回ノーパンスウェット染みたら負けよ電マ濡れ我慢対決 | HJMO-426   |           | はじめ企画              | オムニバス作品 「つばき」名義                  |
| 2月13日  | 超振動アクメバイク ACT.4 1分間に4万2000回転!! イクイク悶絶フィットネスでデカ尻人妻たちがイキ我慢できたら賞金ゲット!! アクメ失禁した瞬間に襲撃!即ズボ!バック中出し!!                                                                       | HJMO-425   |           | はじめ企画              | オムニバス作品                                 |
| 2月13日  | 強制スワップNTR 中年DQNカップルに何度もイカされ中出しされまくったボクの彼女。 | IPX-441    |           | アイデアポケット        |                                                |
| 3月1日   | 誰かに言いたい秘密のエッチ ももか（メンズエステ嬢）・るか（歯科衛生士）・つばさ（家事手伝い） | SQTE-287   |           | S-Cute                  | オムニバス作品                                 |
| 3月1日   | ヤレる人妻回春マッサージ 27 〜中出し交渉盗撮〜 | CLUB-607   |           | 変態紳士倶楽部          | オムニバス作品                                 |
| 3月6日   | 出張相部屋NTR 〜絶倫すぎる部下に襲われ、一晩で10発中出しされた女上司〜 | HODV-21455 |           | h.m.p                   |                                                |
| 3月7日   | 姉妹レズ調教 愛と嫉妬に満ちた牝交尾 咲乃小春 八乃つばさ | RBD-965    |           | アタッカーズ            |                                                |
| 3月25日  | 義父の孕ませ緊縛部屋 あの部屋さえ覗かなければ、夫婦の幸せは壊れなかった…。 | JUL-169    |           | マドンナ                |                                                |
| 3月26日  | 姉の婚前旅行中、こっそりおっぱいを吸い続けていました。桃色かぞく VOL.13 | SDMF-011   |           | SODクリエイト           |                                                |
| 4月7日   | 最高のくびれ! 魅惑のデカ美尻No.1女優 八乃つばさベスト4時間 | JMD-145    |           | 桃太郎映像出版          | 単体ベスト                                     |
| 4月9日   | 勃起したままの男を一切動かさないS字尻振り騎乗位介助で骨抜きにする美尻ナース VOL.2 | DANDY-709  |           | DANDY                   | オムニバス作品                                 |
| 4月15日  | 人妻アナルGスポ開発レズ 絶叫潮吹きオイル高級エステ | PTS-465    |           | ピーターズ              |                                                |
| 5月1日   | 一夫多妻制 2 大嫌いな中年オヤジと強制ハーレム中出し! | MIRD-202   |           | MOODYZ                  |                                                |
| 5月13日  | ミラクル乳首責め回春マッサージ 2 絶対連射させちゃうビーチク&チ○ポW刺激ハーレム!! 永井マリア 八乃つばさ 美園和花 若月みいな | MIRD-203   |           | MOODYZ                  |                                                |
| 5月15日  | 【完全主観】癒しの微笑み 巨乳カウンセラーの早漏克服クリニックへようこそ!! | MDBK-104   |           | BAZOOKA                 |                                                |
| 5月15日  | 「たまには違う場所でしよっ?」 狭い空間での濃ゆ〜い密着スローSEX | HGOT-039   |           | ヒメゴト                | オムニバス作品                                 |
| 6月7日   | 雪山コテージとレズビアンカップルと別れの濃厚キス 大好きな人と最後の旅。愛しい人と何度も濃厚な口づけを交わした。美保結衣 八乃つばさ | BBAN-280   |           | ビビアン                |                                                |
| 6月25日  | 社長の息子のHな社会科見学 4 | GVH-082    |           | グローリークエスト      |                                                |
| 7月7日   | あなた、許して…。 －迷い妻－ 八乃つばさ | ADN-255    |           | アタッカーズ            |                                                |
| 8月1日   | 〜夫の上司に犯される最強美女〜 捜査官を辞めて妻になったのに… | MIAA-299   |           | MOODYZ                  |                                                |
| 8月13日  | 金持ち人気子役ショウタくんなら出来る! 巨乳お姉さん手のひら転がし中出し | MIAA-282   |           | MOODYZ                  |                                                |
| 8月25日  | ぬるてかオイルマッサージで超痙攣連続絶頂 | AGMX-058   |           | SEX Agent               | オムニバス作品                                 |
| 9月7日   | 奴隷島 特別編 | SSPD-162   | 9SSPD-162 | アタッカーズ            |                                                |
| 9月25日  | 八乃つばさ Platinum Best 12時間 〜極上BODYが淫らに輝く、マドンナ初総集編!!〜 | JUSD-895   |           | マドンナ                | 単体ベスト                                     |
| 9月26日  | デリヘル呼んだら ご近所さん 2 | BDSR-426   |           | ビッグモーカル          | オムニバス作品                                 |
| 10月1日  | 宝クジに当選したので巨乳デリヘル嬢4人も呼んで朝まで貸切り中出し! 〜とりあえずハーレム豪遊してみるか! 篇〜 晶エリー 今井夏帆 辻井ほのか 八乃つばさ                                                                                         | MIRD-206   |           | MOODYZ                  |                                                |
| 10月9日  | 会員制マッチングSMクラブ 『アセファル』3eme つばさ女王様 | SALO-026   |           | サロメ                  |                                                |
| 10月23日 | 搾精病棟 〜性格最悪のナースしかいない病院で射精管理生活〜 | 28ID-038   |           | TMA                     |                                                |
| 11月7日  | 優しい悪魔な巨乳痴女 ドSな言葉責めとアナルを発狂させる指技は母性のしわざか? | DBVB-031   |           | Baby Entertainment      |                                                |
| 11月28日 | シャツと白い巨乳 着衣SEXとチラリズム 全編撮りおろし 着衣入浴、濡れ透けローション、ラブホでハメ撮りしっぱなし | BDSR-431   |           | ビッグモーカル          | オムニバス作品                                 |
| 12月1日  | 僕をもてあそぶ義理の母 八乃つばさ | NACR-370   |           | プラネットプラス/七狗留 |                                                |
| 12月10日 | 唾吐きと聖水で責める体液痴女 八乃つばさ | NEO-747    |           | RADIX                   |                                                |
| 12月10日 | 部屋結界 ～ようこそ僕だけの淫乱人妻マンションへ イヒ!～ 加藤あやの 八乃つばさ 羽生アリサ 真木今日子 | SDDE-637   |           | SODクリエイト           |                                                |
| 12月25日 | 無制限射精チ○ポの限界突破メンズエステ 手抜き無し! 連続射精追撃男潮! おまけに何度も中出しOK膣内施術ねっちょり全汁絞り取り絶頂悶絶コース | CJOD-274   |           | 痴女ヘブン              |                                                |
| 12月25日 | 催淫洗脳された巨乳妻は嫌がりながらも淫乱ビッチになっていた | DASD-784   |           | ダスッ!                 |                                                |
| 2021年   | |            |           |                         |                                                |
| 1月8日   | ガニ股バイブ失禁オナニー 2 | GUN-747    |           | RADIX                   | オムニバス作品                                 |
| 1月19日  | 息子の嫁を妄想NTR 八乃つばさ | KSBJ-114   |           | KSB企画/エマニエル      |                                                |
| 1月29日  | たった7時間2人っきりにしてみたら… 結果、11発セックスしてました。八乃つばさ | PED-005    |           | ドリームチケット        |                                                |
| 2月5日   | 「イキそうになっても責めるの止めないよ?」 追撃ささやき淫語責めで何度も射精へ誘う焦らし寸止め性交 | HODV-21546 |           | h.m.p                   |                                                |
| 2月7日   | 淫魔放送局 堕ちた美人女子アナたち 乙葉カレン 武田エレナ 八乃つばさ | ATID-452   |           | アタッカーズ            |                                                |
| 2月12日  | 卑猥なカラダで男を欲情させる 巨乳女医カウンセリングルーム 藤森里穂 浜崎真緒 八乃つばさ | MKMP-381   |           | Million                 |                                                |
| 2月12日  | 有名AV女優の一般素人男性逆ナンパ企画 ワタシたち’フェラチオのプロ’極上フェラをひぃひぃ言いながら1時間耐えてみませんか? | MKMP-382   |           | Million                 | オムニバス作品                                 |
| 2月19日  | レズビアン女教師によるボーイッシュ女子○生お漏らしレズ調教 深田結梨 八乃つばさ | LZDM-037   |           | レズれ!                 |                                                |
| 4月9日   | 射精しても絶対止めない エンドレス乳首チ●ポ同時責め無制限連続射精 乳首責め専門デリヘル 騎乗位中出しOKオプション付き | MDBK-172   |           | BAZOOKA                 | オムニバス作品                                 |
| 4月13日  | 拷問される女 -煉獄の蜜肉- 第一話:陥落するエリート捜査官の凄まじき咆哮 | BEFG-001   |           | Baby Entertainment      |                                                |
| 5月7日   | 【日常エロ】偶然遭遇した夢のようなエロシチュエーションで普段なら絶対無理めな彼女とのラッキースケベな体験がコチラ（6話）2 | UMD-780    |           | LEO                     | オムニバス作品                                 |
| 5月13日  | ハイレグファンタジー アメイジング | KDMI-035   |           | ミル                    | オムニバス作品                                 |
| 5月19日  | 私のミスで超怖い上司とまさかの出張相部屋 隠していた濃いマン毛をイジられてレズレ×プされ続けた3日間 月野かすみ 八乃つばさ | LZDM-040   |           | レズれ!                 |                                                |
| 5月19日  | 絶頂輪廻の高層椅子 何があっても絶対に逃れられない残酷な場所 | DBER-111   |           | Baby Entertainment      | オムニバス作品                                 |
| 5月20日  | 電気屋さんの巨乳お姉さんにHなイタズラをしてみた | KIR-033    |           | STAR PARADISE           |                                                |
| 7月1日   | 挑発パンチラ 絶対誘惑ハーレムオフィス 森日向子 木下ひまり 月乃ルナ 八乃つばさ | MMUS-054   |           | MARRION                 |                                                |
| 7月1日   | 八乃つばさスーパープレミアムベスト8時間 | HODV-21592 |           | h.m.p                   | 単体ベスト                                     |
| 7月19日  | ど田舎に遊びに行ったら超絶美人お姉さんの舐めキスでレズ誘惑された汗だくまみれの夏 武田エレナ 八乃つばさ | LZDM-042   |           | レズれ!                 |                                                |
| 7月19日  | 囁きW淫語レズ ～痴女ビアンに言葉責めされる女体化した僕～ | LZWM-033   |           | レズれ!                 | ※オムニバス作品                                |
| 9月7日   | 密着しながら淫語で誘惑する痴女お姉さん | LUKE-014   |           | デジタルアーク          |                                                |
| 10月5日  | 受精宿 子種に飢えた民宿の巨乳姉妹と逆3P種付け性交 八乃つばさ 藤森里穂 | JUFE-333   |           | Fitch                   |                                                |
| 10月12日 | 私たちはスワッピングで燃えてしまう変態レズカップルです。 他の女性で感じる彼女の姿が、可愛くて… 乃木蛍 南梨央奈 妃月るい 八乃つばさ | BBAN-344   |           | ビビアン                |                                                |
| 10月12日 | イキ狂い完全保証 乳首責めのプロがエンドレスで貴男を犯す性感風俗 八乃つばさ 渚みつき あおいれな | MDBK-201   |           | BAZOOKA                 |                                                |
| 10月26日 | チクビアン 2 ビンビン乳首こねくりレズ性交 | LZWM-034   |           | レズれ!                 | オムニバス作品                                 |
| 11月12日 | 「大嫌いな義弟に犯され、未知の快楽に堕ちました…。」 心はそのまま…身体が入れ替わった相手は旦那の弟 八乃つばさ | HZGD-202   |           | 人妻花園劇場            |                                                |
| 12月9日  | 壁! 机! 椅子!から飛び出る生チ○ポが人気の放送局『（株）しゃぶりながらテレビ』…たまにハメながら!! | SDDE-659   |           | SODクリエイト           |                                                |
| 12月21日 | いきなり逆ナンハーレムキャンプ ひとりで寂しくソロキャンプするぐらいならウチらとパコろうよ!! 百永さりな 八乃つばさ | BLK-539    |           | kira☆kira               |                                                |
| 2022年   | |            |           |                         |                                                |
| 1月4日   | 心底嫌いな色ボケじじい社長に粘着セクハラされ続ける美人秘書 八乃つばさ | GVH-339    |           | グローリークエスト      |                                                |
| 1月27日  | ザーメン強制搾り 24時間M男監禁 つばさの部屋 | MTALL-007  |           | Materiall               |                                                |
| 1月27日  | お義母さん、にょっ女房よりずっといいよ… 八乃つばさ | SPRD-1507  |           | タカラ映像              |                                                |
| 2月20日  | 妹のオナニーを目撃したのがきっかけで… | DMAT-199   |           | STAR PARADISE           | オムニバス作品                                 |
| 2月22日  | 初レズ解禁 寺田ここのを拘束レズ調教 イキツボ鬼責め失禁アクメ 寺田ここの 八乃つばさ | LZPL-063   |           | レズれ!                 |                                                |
| 3月8日   | 1日1シーンずつ見進めるリアル射精管理 加藤つばき 八乃つばさ | DNJR-069   |           | 犬                      |                                                |
| 3月8日   | 出張エステ。若妻を焦らす性感レズビアン ～性欲の溜まったエロい身体をじっくりと堪能するエステティシャン～ 広瀬りおな 八乃つばさ | BBAN-364   |           | ビビアン                |                                                |
| 3月22日  | 夫婦人質事件 私と従業員の前で妻は犯され続けた・・ 八乃つばさ | NSFS-077   |           | ながえSTYLE             |                                                |
| 4月12日  | オイルで身体をテッカテカにして男をイカせまくる最狂痴女ハーレム監禁射精プリズン Second 大槻ひびき 新村あかり 八乃つばさ | MKMP-447   |           | Million                 |                                                |
| 4月12日  | 全裸聖水飲ませ ～色んなシチュエーション女子のお小水編～ | DNJR-071   |           | 犬                      | オムニバス作品                                 |
| 5月24日  | 【ASMRレズ主観】 あの日、生徒たちのレズ誘惑に負けて一度体を許してからというもの会えば何度も何度もイカされてしまう担任教師の私…。 ～ある有名進学女子校での出来事～ 沙月恵奈 枢木あおい 八乃つばさ                                          | LZDM-050   |           | レズれ!                 |                                                |
| 6月7日   | ノーブラノーパンで挑発してくるスケベ奥さんが隣に引っ越してきた! 八乃つばさ | GVH-412    |           | グローリークエスト      |                                                |
| 6月28日  | ザ・和姦13 犯された男に狂う妻 ～独身上司の狂った性欲～ 八乃つばさ | NSFS-099   |           | ながえSTYLE             |                                                |
| 6月28日  | チクビアン4 ビンビン乳首こねくりレズ性交 | LZWM-036   |           | レズれ!                 | オムニバス作品                                 |
| 7月1日   | 「終電なくなっちゃったね… じゃあウチくる?」 終電を逃して旦那さんが出張中の女上司の家にお泊まり不倫、誘惑発情された僕は興奮して朝までハメ続けた 八乃つばさ                                                                                 | HODV-21687 |           | h.m.p                   |                                                |
| 7月5日   | 馬乗り痴女Wビッチ!! 八乃つばさ 神楽りん | AARM-098   |           | アロマ企画              |                                                |
| 7月7日   | 吸引力に耐えられない! 激失禁! 初めてのウーマナイザー | GUN-765    |           | RADIX                   | オムニバス作品                                 |
| 7月12日  | 一人旅で狙われた乳房 レズビアンいいなり温泉旅行 今井夏帆レズ解禁!! 今井夏帆 八乃つばさ 宮村ななこ | BBAN-380   |           | ビビアン                |                                                |
| 7月21日  | 唾液ダラダラ顔面deep舐めフェラチオ | MTALL-032  |           | Materiall               | オムニバス作品                                 |
| 8月16日  | 復活!! 2周年記念 桃園怜奈 最初で最後のレズ解禁 女だらけの大乱交スペシャル! 桃園怜奈 木下ひまり 八乃つばさ 浜崎真緒 | JUFE-414   |           | Fitch                   |                                                |
| 9月6日   | 絶対的上から目線で巨乳痴女が淫語コントロール 射精を支配される究極主観JOI 八乃つばさ | JUFE-422   |           | Fitch                   |                                                |
| 9月22日  | 茨城出身の純真無垢な元アイドルをレズ開発! アイドルの世界は可愛い女の子だらけ♪彼女はいつしか同性にも興味を持ちイカされてみたいと人生初レズ体験 朝海凪咲 大槻ひびき 八乃つばさ                                                              | MOGI-063   |           | SODクリエイト           |                                                |
| 9月24日  | 2人の姉のチ○ポ奴隷!! WフェラとW手コキにゾクゾクしちゃう!! 八乃つばさ 星川まい | BDSR-487   |           | ビッグモーカル          |                                                |
| 10月4日  | レズ堕ち未亡人 ～喪服美熟女、年下ビアンに誘われて～ 八乃つばさ 加藤ツバキ | AUKG-552   |           | U＆K                    |                                                |
| 11月8日  | 圧倒的な強さを持つOLにチ●ポを支配されたらもう逆らえない 八乃つばさ | BACJ-037   |           | BALTAN＜バルタン＞      |                                                |
| 12月6日  | 一夜レズ ～旅先、遅咲き、酔い乱れ～ | AUKG-554   |           | U＆K                    | オムニバス作品                                 |
| 2023年   | |            |           |                         |                                                |
| 1月3日   | お色気P●A会長と悪ガキ生徒会 八乃つばさ | GVH-494    |           | グローリークエスト      |                                                |
| 1月3日   | 隣人レズビアン ～引っ越し先のお隣はヤリマン巨乳の元カノジョ～ 八乃つばさ 玉木くるみ | AUKG-557   |           | U＆K                    |                                                |
| 1月10日  | 尿道×アナル責めM男脳バグパニック！凄テクエロ痴女お姉さんに弄ばれて脳みそバグってイキまくり！ 八乃つばさ | MOPP-063   |           | M男パラダイス           |                                                |
| 2月7日   | 人妻の浮気心 八乃つばさ | SOAV-097   |           | 人妻援護会/エマニエル   |                                                |
| 2月7日   | MM号特別編 ハーレム逆3P凄テク対決！！「私のSEXの方が気持ちいいでしょ？」人気AV女優が童貞くんのチ○ポを奪い合う筆おろしバトル！inザ・マジックミラー 木下ひまりvs若宮穂乃/新村あかりvs望月あやか/藤波さとりvs八乃つばさ                      |            |           | DEEP'S                  | オムニバス作品                                 |
| 3月7日   | お姉さんの巨尻が猥褻過ぎて秒殺で悩殺！！ 八乃つばさ | MMKZ-123   |           | MARRION                 |                                                |
| 3月14日  | 下着モデルレズビアン ～美白巨乳女子大生を羞恥で染め上げねっとり性感開発するセクハラモニターバイト～ 流川莉央 八乃つばさ | BBAN-412   |           | ビビアン                |                                                |
| 3月24日  | 【圧倒的親密度！完全主観＆ささやきドラマ】出張先の相部屋で絶倫女上司に何度も何度も中出し射精させられて…粘着質なパワハラ痴女SEXに溺れ堕ちた 八乃つばさ                                                                                     | HODV-21751 |           | h.m.p                   |                                                |
| 8月10日  | 八乃つばさ 濡れてテカってピッタリ密着 神競泳水着 ロリ可愛い女子の競泳水着姿をじっとりと堪能！着替え盗撮から始まり貧乳から巨乳にパイパン、ハミ毛、ジョリワキ等のフェチ接写やローションソーププレイや競泳水着ぶっかけ等を完全着衣で楽しむAV | OKK-059    |           | 親父の個撮              |                                                |
| 10月3日  | 週末限定、夫婦交換 妻が他人に抱かれる夜 森沢かな 八乃つばさ | ADN-493    |           | アタッカーズ            |                                                |
| 11月21日 | 色白デカ尻の家事代行おばさんに即ハメ！デカチンの虜になった人妻が翌日勝手に押しかけてきたので満足するまで何度も中出ししてあげた 27 八乃つばさ                                                                                              |            |           | DEEP'S                  |                                                |
| 11月28日 | 巨乳コンプレックス女子●生がムチムチ巨乳女教師に乳首イキを仕込まれる強●わいせつレズ修学旅行 | LZWM-060   |           | レズれ!                 |                                                |
| 2024年   | |            |           |                         |                                                |
| 11月26日 | カメラの前でおしっこする女 5 | OVG-213    |           | グローリークエスト      | オムニバス作品                                 |

### アダルトVR
| 発売日   | タイトル | 品番         | メーカー                 | 備考 |
| 2018年   | 2018年 | 2018年       | 2018年                   | 2018年 |
| -------- | --- | ------------ | ------------------------ | --- |
| 4月20日  | ガールフレンドは八乃つばさ 後ろから乳もみで密着!キス! 囁きMAXで魅せる【対面座位・騎乗位・正常位】全体位SEX | DSVR-00248   | SODクリエイト            | |
| 4月27日  | VR史上初! 水の中に潜り込むVR 超清楚Eカップ女子大生の豪邸に招かれプールの中でこっそりイカセたら火が付いて、まさかの密着セックス2回戦!                                                                                       | DSVR-00253   | SODクリエイト            | |
| 5月4日   | 脳がトロける新快感ASMR・VR! 耳かきサロンで【耳ふ〜】【耳舐め】 全身ゾクゾク極上リラク体験&イチャイチャ密着中出しSEX! | DSVR-00251   | SODクリエイト            | |
| 5月11日  | 耳元で囁くWバイノーラル 淫語責め唾たらし焦らし寸止め 幼馴染巨乳痴女ハーレム | DSVR-00257   | SODクリエイト            | |
| 6月1日   | またがりたい… | WPVR-00122   | ワープエンタテインメント | |
| 6月20日  | リアル性教育!! 3D VRだから童貞でもセックスが楽しめる!! | KMVR-00424   | KMPVR                    | |
| 6月23日  | 普段は鬼女上司が180度人格変貌 誰もいないオフィスで… 同僚を叱っていたのに態度激変で猫撫で声 社内で乳とマ●コを晒す「見られたら大変…」寸止めで焦らされたグチョマンに挿入されただけでウットリ「もっと激しいのして」と懇願する… | GOPJ-00041   | ブイワンVR               | |
| 7月1日   | ナイスボディなメイドと中出しエッチ! ボクのことを好き過ぎるご奉仕メイドとのなんともうらやましい日常 | CRVR-00099   | CRYSTAL VR               | |
| 7月20日  | ウチのトイレに八乃つばさがやって来た! | WAVR-018     | ワンズファクトリー       | |
| 7月28日  | もしも女性用サウナに間違って入ってしまったら… | KMVR-00445   | KMPVR                    | |
| 7月30日  | ねっとりたっぷりイヤラシイ「言葉責め」で「オナニーサポート」 | TMVR-00018   | KMP.TMVR                 | |
| 8月24日  | 「ツンデレ」だけど「美人」で「美乳」すぎる彼女と「密着」イチャラブ中出しSEX | SAVR-00019   | KMPVR-彩-                | |
| 8月30日  | 全裸家政婦ハーレム中出しスペシャル | BZVR-00052   | BAZOOKA VR               | |
| 9月5日   | KMPVR 2周年記念作品! 究極のピースフルオフパコ開催スペシャル!! | SAVR-00021   | KMPVR-彩-                | |
| 9月6日   | 巨乳×太もも×お尻×壁ドンからの立ちバック チアガールをVRで10倍楽しく見る方法 | CRVR-00109   | CRYSTAL VR               | |
| 10月7日  | ※全裸での視聴推奨 むにむに肉感ボディに包まれるぬるぬる超密着4輪車ソープ体験 | KAVR-013     | kawaii*                  | |
| 10月13日 | 会社の為にひと肌脱ぎます。エログッズを体を張って実演!「社長… 商品化を認めてくれますか?」マ●コにチ●ポ、電マでクリトリス、ローターで乳首の3点責め! ヌルグチョオマ●コをチ●ポと玩具の圧倒的W振動で昇天が止まらない             | GOPJ-00046   | ブイワンVR               | |
| 10月19日 | 誘惑♡アパレルショップ | DTVR-011     | ドリームチケット         | |
| 10月26日 | ハロウィンの夜に浮かれてハメをはずしたテンアゲコスプレセクシーギャルたちとクラブのVIPルームでヤリたい放題ハーレム乱交パーティー                                                                                            | DSVR-00327   | SODクリエイト            | |
| 11月1日  | 家族で男は僕ひとり!「4人姉妹と連続セックス朝生活」3 | DSVR-00343   | SODクリエイト            | |
| 11月1日  | もう一度アナタに青春を!ドキドキ修学旅行VR | KAVR-014     | kawaii*                  | |
| 11月1日  | 「先輩、大好きです! つばさと付き合ってください!!」 激カワ後輩が若さ溢れるツンと上向きオッパイを超接近させ何度も交わす唾液ダダ漏れの接吻、エロい腰を振りまくる対面座位と背面エビ反り騎乗位                                  | KIWVR-00001  | こあらVR                 | |
| 11月2日  | パンチラ×太もも×ニーソ 絶対領域VR 2 | CRVR-00120   | CRYSTAL VR               | オムニバス作品 |
| 11月20日 | 超密着で終わらないイチャイチャSEX 見つめあいながらの情熱的なフェラ やわらかおっぱいでパイズリ 感じまくりの対面座位で中出し大量発射                                                                                         | GOPJ-00092   | ブイワンVR               | |
| 2019年   | |              |                          | |
| 1月28日  | 巨乳×爆乳×美乳 おっぱいもみもみVR 大好きなおっぱいを思う存分もんでみたッ!! | CRVR-00128   | CRYSTAL VR               | オムニバス作品 |
| 3月28日  | 巨乳OLわいせつ健康診断VR | TMAVR-065    | TMA                      | オムニバス作品 |
| 4月3日   | わずか数分で立場逆転?! さっきまで涙目で許しを請うてた万引き妻がGメンが退室した途端、「シテあげてもいいよ♡」と上から目線で痴女責めしてくる逆レイプ交渉                                                                      | WPVR-00163   | ワープエンタテインメント | |
| 6月21日  | 働く女達の性事情 〜アフターファイブにおける危険な社内情事〜 | CAPI-00121   | CASANOVA                 | |
| 7月3日   | 【究極の密着】天国すぎる会員制高級ソープ 即即着衣生姦、壺洗い、2回戦。【ALLナマ中出し】 | MIVR-050     | MILU VR                  | |
| 7月5日   | 超接近フェラチオVR | CAFR-00300   | CASANOVA                 | オムニバス作品 |
| 7月9日   | 【神視点】天国すぎる会員制セクハラバニーBAR。究極の美巨尻バニーパンストフェチ特盛VR、完全着衣中出し | MIVR-051     | MILU VR                  | |
| 8月14日  | 最高かよっ! 個撮でローアン、接写、食い込み上等! 痴女ってカメコVR | MIVR-052     | MILU VR                  | |
| 9月11日  | シンプルにヌケるが一番! 美痴女のオナサポで即シコVR。爽健痴女編 | MIVR-049     | MILU VR                  | オムニバス作品 |
| 10月11日 | 久々に再会した親戚のつばさ姉さんに「昔みたいに一緒の布団で寝る?」と誘われこっそり布団の中で汗だく密着ピストン性交VR | JUVR-024     | マドンナ                 | |
| 11月13日 | 目の前に広がるランジェリーナ! ぷにぷにモリマン むちむちTバック もみもみブラジャー ぷりぷり美尻 ほぼノーモザイクVR | RVR-020      | ROOKIE                   | オムニバス作品 |
| 11月22日 | 僕の部屋がいつの間にか近所の奥様達の溜まり場! 全員SEXレスで欲求不満らしく昼飲みしてたらムラムラきちゃって我慢できずに僕のチ○コを弄り始めるエロハプニングVR                                                                 | JUVR-030     | マドンナ                 | |
| 11月29日 | 目の前でお尻をじっくり観察! アナルを開いたり閉じたりパクパクしたりガッツリ丸見えVR | RVR-023      | ROOKIE                   | オムニバス作品 |
| 2020年   | |              |                          | |
| 5月10日  | JOI 天井特化アングルVR | KMVR-00858   | KMPVR                    | オムニバス作品 |
| 5月11日  | 全編天井特化アングルVR | KMVR-00859   | KMPVR                    | 2021年7月15日、本作品を収録したアウトビジョンVRスコープ専用ソフト『KMPVR 天井特化アングルVR 八乃つばさ 稲場るか 蓮実クレア』（OVVR-068）が発売された。 |
| 5月31日  | 感じている顔をずっと見つめるVR | KMVR-00878   | KMPVR                    | オムニバス作品 |
| 6月26日  | まさかの逆転劇? 合コンに失敗して意気消沈する草食系の僕が逆ナンしてきた肉食系セレブ妻達にそのままお持ち帰りされ4P痴女SEX | JUVR-058     | マドンナ                 | |
| 7月10日  | 光沢競泳水着 | KMVR-00920   | KMPVR                    | オムニバス作品 |
| 7月20日  | 舐め特化VR | KMVR-00938   | KMPVR                    | オムニバス作品 |
| 10月23日 | イカされて狂い咲く、無制限に射精をループする性感店。人生が狂う究極痴女との出会い | VRKM-00028   | KMPVR                    | |
| 12月2日  | 超戦闘的なうまのり主導権を握られている生活 義母の絶妙な腰遣いがどんどん加速していく逆レイプ性交 | CBIKMV-00100 | KMPVR-bibi-              | |
| 12月16日 | 地方温泉街の風俗夜遊びマニュアル。裏風俗宿で性交接待。一泊二食、人妻付。 | KBVR-00061   | KMPVR                    | |
| 12月25日 | 四性鬼神 ～神に選ばれしもの～ | KBVR-00054   | KMPVR-彩-                | オムニバス作品 |
| 2021年   | |              |                          | |
| 1月21日  | パンツを嗅ぎながらJOIオナニー指導されるVR | VRKM-00104   | KMPVR                    | オムニバス作品 |
| 1月23日  | 淫語と唾責めのご褒美プレイ!! 唾液痴女の口移しVR | VRKM-00107   | KMPVR                    | |
| 3月4日   | マジックミラーペアルームNTRエステ すぐ隣で敏感すぎる彼女が痙攣するほどイキまくり潮吹き連発! 僕も痴女エステティシャンに責められ鬱勃起ナマ中出しSEX                                                                          | DSVR-00883   | SODクリエイト            | |
| 3月18日  | イキ乱れオナニーVR | VRKM-00143   | KMPVR                    | オムニバス作品 |
| 4月1日   | 酒池肉林! 淫乱絶倫! ヤリマンサークルOBが集まる悪ノリ! ゲスノリ! ドスケベ同窓会 なぜか母ちゃんの代わりに同窓会に行くことになったんだが… 助けてくれッ!                                                                       | WAVR-160     | ワンズファクトリー       | |
| 4月2日   | まんぐり系オナニーVR@Tバック | VRKM-00171   | KMPVR                    | オムニバス作品 |
| 4月5日   | 天井特化アングルVR ～モーストデンジャラスコンビ～ | VRKM-00168   | KMPVR                    | |
| 4月19日  | 君は「八乃つばさの天井特化アングルでの騎乗位」に耐えられるのか? | VRKM-00172   | KMPVR                    | |
| 4月21日  | 特化VR ～べろ～ | VRKM-00200   | KMPVR                    | オムニバス作品 |
| 5月13日  | 修学旅行の夜… 巨乳のつばさ先生に布団の中で何度も中出しされまくる こっそり逆夜這いVR | CJVR-00007   | 痴女ヘブン               | |
| 5月29日  | 極M HEALTH | BIBIVR-00012 | KMPVR-bibi-              | |
| 6月1日   | 私の普段のフェラを見て下さい | VRKM-00233   | KMPVR                    | オムニバス作品 |
| 6月7日   | 《領域展開/地面特化×天井特化》究極3P密着サンドイッチセックス。 前後左右に完全包囲で射精してもやめてもらえない絶頂射精ROOM                                                                                                  | DSVR-00965   | SODクリエイト            | |
| 6月18日  | オトコの性感帯をねちこくクリティカルヒットしてイカせる膣絞りエステClub | VRKM-254     | KMPVR                    | |
| 6月24日  | 【お触り禁止! 本番禁止!】の健全マッサージ店なのに…【媚薬】で発情全開! ムラムラうずうずしちゃったFカップ美巨乳美女とオイルだくだく【絶頂】【中出し】【キメパコ】SEX                                                         | KIWVR-00242  | こあらVR                 | |
| 8月20日  | 八乃つばさの騎乗位特化アングルSPECIAL VR!! で～っかいヒップが目の前＆超至近距離でドスドス弾む! ド迫力のあおむけアングル!!                                                                                                  | WAVR-183     | ワンズファクトリー       | |
| 8月21日  | 「今から遊びに行ってもいい?」 数年ぶりに再会した君とたくさん過ごした僕の部屋で初めてのSEX | CRVR-00229   | CRYSTAL VR               | |
| 12月26日 | 喉奥圧迫窒息イラマ 喉奥刺激絶頂顔射VR | VRKM-472     | KMPVR                    | オムニバス作品 |
| 2022年   | |              |                          | |
| 1月12日  | 黒パンスト足顔騎VR | VRKM-497     | KMPVR                    | オムニバス作品 |
| 1月31日  | 僕の息子のヤンチャっぷりを叱りに来たボディコンPTAに巨乳 & デカ尻でむちむちプレスされて懲らしめられてしまった! 八乃つばさ 倉多まお                                                                                          | WAVR-206     | ワンズファクトリー       | |
| 2月25日  | 覆いかぶさり正常位SEX【極みアングル】14人完全撮りおろし | KIOVR-002    | こあらVR                 | オムニバス作品 |
| 3月28日  | 不倫不可避な大人の色気で誘惑する先生と生性交を繰り返す土日 八乃つばさ | SAVR-169     | KMPVR-彩-                | |
| 4月8日   | ずっと見上げっぱなし! 膝枕をしながらボクのチ○ポをシゴいて射精させるほんわ彼女 | NHVR-175     | ナチュラルハイ           | |
| 5月31日  | 日常からドン底に堕とされた非道逆レ×プ 5年前、家に帰ると大好きな父親が隣人にレ×プされてました。助けに入ったボクもついでに犯された話をしてもいいですか?                                                                      | SAVR-179     | KMPVR-彩-                | |
| 7月8日   | 直立特化VR 2 上から見下しアングル性交 VRゴーグル装着し立ちながらオナニーする人のために作りました 八乃つばさ | WAVR-245     | ワンズファクトリー       | |
| 7月29日  | JOIされながら私のオナニー見たいんでしょ? | VRKM-716     | KMPVR                    | オムニバス作品 |

### ネット配信
| 発売日   | タイトル | 品番      | メーカー                   | 備考           |
| 2018年   | 2018年 | 2018年    | 2018年                     | 2018年         |
| -------- | --- | --------- | -------------------------- | -------------- |
| 6月11日  | ■1年半振りのお○んちん、めっちゃ気持ちいい♪ ■※美乳・美尻・美背筋♪身体全部が神パーツの美人JD※金欠過ぎてお金欲しさにエッチなゲームにチャレンジ ※自前のTバックでより一層引き立つ美ボディ ※オイルマッサージでむっちり太もものエロさ倍増 ※1年半振りのチ○コで感度超抜群SEX ※「これで奨学金返せます!」 あみな 22歳 大学4年生(教育学部) | MAAN-212  | プレステージプレミアム     |                |
| 7月27日  | 百戦錬磨のナンパ師のヤリ部屋で、連れ込みSEX隠し撮り 077 つばさ 22歳 化粧品メーカー美容部員 | GANA-1806 | ナンパTV                   |                |
| 7月30日  | マジ軟派、初撮。 1124 こつみ 22歳 大学4年生・人文学部 ※居酒屋でバイト | GANA-1810 | ナンパTV                   |                |
| 8月9日   | 【配信専用】ムチプリ肉厚極上尻コキ!! | FCH-017   | DOC                        | オムニバス作品 |
| 9月8日   | 【体育大の巨乳アスリート】美脚丸出し短パン姿で登校するつばさちゃんは女として見られないのが目下の悩み!? ⇒ 幼少期の輝かしい運動経歴から一転、大学入学を機に女磨きに励むも2週間前に彼氏と別れ、禁欲生活は5カ月!? ⇒ マッチョ男優を呼び、筋肉談義からの生足サワサワ ⇒ とりあえずチューだけ⇒初めての電マオナニー ⇒ Eカップの美巨乳をじっくり揉み倒し… ってせっかくの均整のとれた美BODYをSEXに活かさないなんて人生マジ損しちゃってるっしょ!の巻：私立パコパコ女子大学 女子大生とトラックテントで即ハメ旅 Report.06 つばさ 21歳 女子大生 (体育学部3年) | MIUM-305  | プレステージプレミアム     |                |
| 10月16日 | 【エロぃカラダ】24歳【社会人】つばさちゃん参上! 普段は焼き鳥チェーンの正社員をしている彼女の応募理由は『仕事のストレス?と、セックスレスなんです…』忙しく働く彼女は1年間SEX無し! 溜まりに溜まった【性欲爆発】脱げは【スタイル抜群エロBODY】久しぶりのチ◯ポに『舐め方忘れちゃったかも♪』言いつつかなりのフェラテク! 【貪欲エロ社会人】挿入された時の嬉しそうな顔は必見! デカチンにマ◯コ掻き回され何度も絶頂する… 『久しぶりでアソコ研ぎ澄まされ過ぎてヤバイぃ〜』なんとも言えない【エロBODY】抜けます!                                           | ARA-317   | ARA                        |                |
|          | 【ビショビショ】シャワーで濡らすと卑猥にテカるグラマラスボディ【ヌルヌル】泡まみれ! 自らの肉体を使った密着レッスン! 【ベロベロ】お風呂で綺麗にした肉体をお互いに舐めしゃぶる! 【トロトロ】なのに締りは抜群! チ○ポを挿れられ激しいピストンでイキ狂う! 筋トレ女子はやっぱりエロかった!! ■＜女子大生をガチ口説き NO.016＞ つばさ 22歳 大学生 | MAAN-336  | プレステージプレミアム     |                |
| 2019年   | |           |                            |                |
| 1月14日  | 【クリスマスナンパ × あいちゃん編】真冬の美女サンタをナンパGET! 友達の元彼をセフレにする淫乱女の膣締め騎乗位が痙攣しまくりでエロ過ぎた…w あい アパレル店員 | EVA-011   | 黒船                       |                |
| 1月29日  | 夜渡り上手な小悪魔ビッチ!! 渋谷のクラブで夜な夜なパリピってるOL(通称つーたん)をGET!! マシュマロ乳＆スベスベ桃尻 & 極上クビレの淫乱エロボディ色白美女をガンガン突きアゲ激イキSEX!! つーたん OL | MAAN-352  | プレステージプレミアム     |                |
| 4月10日  | 【スポーツ女子】ナンパで口説いたスポーツ女神たち! バドミントン歴7年の本格派☆ ハリのあるおっぱい♪ キツキツのオマ〇コに巨チンを突っ込まれる激イキ絶頂セックス! 大学生 くみちゃん 19歳 | SPOR-009  | 黒船                       |                |
| 4月18日  | マジ軟派、初撮。1319 つばさ 26歳 雑貨屋店員 英語のインタビューと称してゲットした素人とAV出演ガチ交渉で即ハメ成功!! Eカップのプルプルおっぱい揺らして悶絶!! 可愛いお顔をザーメンまみれにww | GANA-2061 | ナンパTV                   |                |
| 4月24日  | 【超SSS級欲求不満】24歳【エロ過ぎるBODY】つばさちゃん参上! 焼き鳥チェーンで正社員をしている彼女の応募理由は『仕事のストレスと欲求不満が限界で…』バイト指導や上司との板挟みにストレスを抱える迷える社会人! 『エッチを見られたぃ願望もあります…♪』タガの外れた【エロお姉さん】は見せたい & 感じたい & 感じさせたいはで【エロの乱舞】ストレスはここまで人を変えてしまうのか… 快感に餓えたガッツキ女のSEX見逃すな! | ARA-385   | ARA                        |                |
| 6月27日  | 「まだイッたらだめだよっ!」 美少女に焦らされまくり! 極限の勃起状態！暴発寸前の地獄の快楽! 極上スロー手コキ | FCH-035   | DOC                        | オムニバス作品 |
| 11月24日 | 乳首責め専門デリヘル嬢に騎乗位で生中出し つばささん (23) | MIHA-024  | Mr.michiru                 |                |
| 2020年   | |           |                            |                |
| 1月27日  | 巨乳看護師さんの柔らかいおっぱいを揉みながら、たっぷり甘えさせてくれる夢の胸揉み特化性交! 八乃つばさ | SENN-007  | SODクリエイト              |                |
| 2月2日   | 『ワタシ太ってて…』体型に悩むお姉さんを吉祥寺でナンパ! 彼氏ごっこでイチャつくとまんざらでもない様子…? 脱がしてびっくり! 悩むことなんてないじゃないか! 程よくムチっとした極上ボディがエロすぎる!! つばさ 24歳 雑貨屋の店員 | GANA-2243 | ナンパTV                   |                |
| 3月13日  | ラグジュTV 1233 野中優衣 25歳 元グラドルがAV出演! 見られて磨かれたグラマラスボディを惜しみなく晒し、スイッチが入った途端、魔性のテクで男を骨抜き! ガチ勃ちした巨根をトロトロに潤った膣に生ハメ中出しで乱れまくる! | LUXU-1250 | ラグジュTV                 |                |
| 9月16日  | ラグジュTV 1301 野中優衣 25歳 元グラビアアイドル グラドルから医療事務へ転職! 抱き心地抜群の体を相変わらず持て余し、再度AV出演! 責めも良し受けも良し! 快楽に敏感な身体はさらなる刺激を求め男根に跨り乱れまくる! | LUXU-1316 | ラグジュTV                 |                |
| 2021年   | |           |                            |                |
| 7月3日   | つばさ | YSS-85    | やり狂う! スケベなセフレ達 |                |
| 2022年   | |           |                            |                |
| 1月10日  | 肉感とくびれのバランスが神がかったフェロモンOLとサボり旅へ! しっかりした常識人だと思っていたのに… 超肉食系でま●こはジュクジュクの熱々いつでも準備OKwww なりゆきで中出しまでさせてくれちゃう激情派の本性にすっかり虜っすwwww：今日、会社サボりませんか? 49 in 上野 つばさちゃん 26歳 バリキャリ美容部員 | MIUM-786  | プレステージプレミアム     |                |
| 4月15日  | 小悪魔系NTR 初めて彼女の家に遊びに行ったら積極的でイヤラシイお姉さんと妹に誘惑されて乳首責めされて連続射精特化型逆3Pでイカされ続けた 松本いちか 八乃つばさ | GANT-001  | J-MODEL                    |                |
| 4月23日  | 【男の全てを叶えてくれる!! 痴女神GAL】ムチムチFカップギャル・ゆうなちゃん見参!! 顔○カラダ○SEX○性格も良くて満点! ADも食べちゃう性欲旺盛っぷり! 凄テクで一気に天国へ連れられちゃう♪自らアナル舐めは当たり前! 思わず男優も悶えるキツマ●コを震わせてイキまくりのSEX4本番! 抱き心地抜群のエロボディ揺らして連続昇天! →もちのロンで特濃なま中出し♪軟体で感度も最高! 大量潮吹き連発! お互い快感に溺れてヤリまくる!! 超優良ギャルのエロ過ぎSEXを堪能せよ…!! 抜き過ぎ注意!! ※マジで抜けます!! 【ギャルしべ長者 73人目 ゆうなちゃん】                    | JAC-131   | Jackson                    |                |
| 6月25日  | つばさ (26)：キス好きな綺麗なお姉さんにバニーコスプレを着せて ハメ撮り。 | FLC-019   | PinkyRush                  |                |
| 7月16日  | 【国体出場バドギャル2名!】 超欲求不満! ムラつきスポエロ女子2名vs超巨根! 性豪男優の激3P!!! 勢い余ってレズプレイまで!!! 運動選手の性欲ってやっぱりヤバ過ぎ!!!!! 【スポえろジャーニー 28・29人目 まなさん (24) & えれんさん (24)】 | JAC-144   | Jackson                    |                |
| 8月20日  | 【夏の風物詩!! ビッチーズと屋外大乱交6P】【柔G乳の色気爆発美女ヤリマン & Wビッチーズとの競演フェラ!!】【パイズリ開幕タイマン生SEX2回戦収録!!】 どこよりも熱い!! 暑い!! アツい夏の大乱交SP!! 最高のヤリマン美女3名が降臨!! 開始早々みんなガッツき屋外濃厚ペッティングの乱!! Gの艶乳フル活用で勃起誘発不可避!! フェラも凄いし技巧派パイズリも必見!! みんなで仲良く同時膣内射精青姦からの… ふわもちパイズリで再開するタイマンSEXも収録!! | NTK-751   | プレステージプレミアム     |                |

### イメージDVD
| 発売日   | タイトル                  | 規格品番 | 規格品番  | メーカー             | 備考   |
| 発売日   | タイトル                  | DVD      | BD        | メーカー             | 備考   |
| 2018年   | 2018年                    | 2018年   | 2018年    | 2018年               | 2018年 |
| -------- | ------------------------- | -------- | --------- | -------------------- | ------ |
| 3月1日   | Tsubasa Eight color wings | REBD-297 | REBDB-283 | REbecca              |        |
| 2020年   |                           |          |           |                      |        |
| 10月16日 | Natural Love              | SS-004   | SS-004B   | ファインピクチャーズ |        |

## 書籍・出版

### デジタル写真集
- Natural Love デジタル写真集 八乃つばさ（2020年10月26日、ファインピクチャーズ、撮影：SHOOTING STAR）
- 緊張する夏【グラビア写真集】八乃つばさ（2021年9月10日、プレステージ出版、撮影：C:TAKERU）
- 緊張する夏【ヌード写真集】八乃つばさ（2021年9月10日、プレステージ出版、撮影：C:TAKERU）
- Tsubasa Eight color wings（2022年7月22日、REbecca）